# 카파도키아 교부
카파도키아 교부(- 敎父, Cappadocian Fathers)는 동방 정교회의 다음 3명을 지칭하는 명칭이다.
- 케사리아의 대주교 바실리오스
- 콘스탄디누폴리스 대주교이자 나지안조스의 주교 그리고리오스
- 카파도키아 니사의 주교 그리고리오스

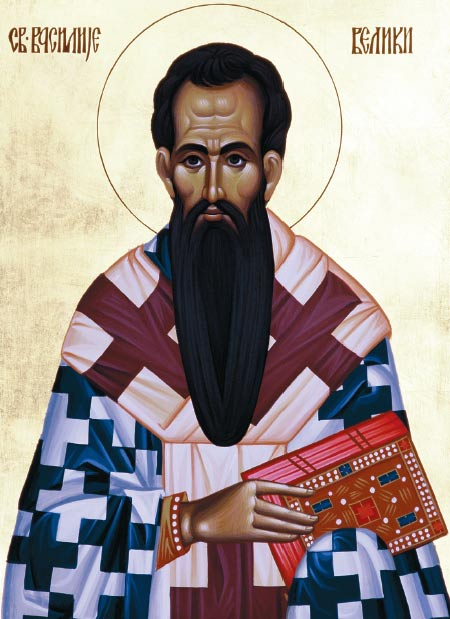
케사리아의 바실리오스
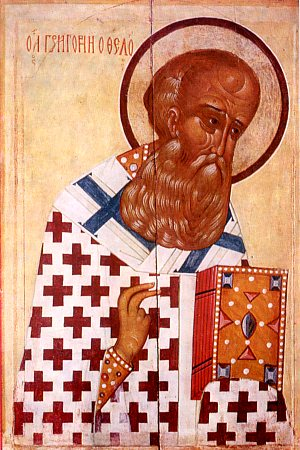
나지안조스의 그리고리오스
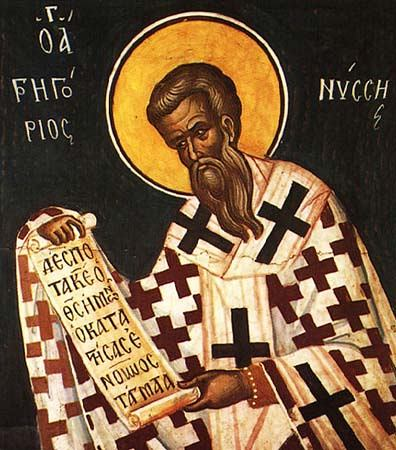
니사의 그리고리오스

위 세명은 4세기에 활동한 기독교 신학자 및 주교로, 동로마제국의 카파도키아에서 활동을 하여, 각자의 교회에서 지도자로 역할을 하였으며 공의회 및 서간논문을 통해 아리우스파에 대한 반박, 삼위일체론을 포함한 정통주의 교의의 확립에 기여하였다.
바실리오스와 나지안조스의 그리고리오스는 어린 시절의 친구였으며, 니사의 그리고리오스는 바실리오스의 동생이다.

## 같이 보기
- 삼위일체
- 교부
- 동방교회